# Gavilea littoralis
Gavilea littoralis là một loài thực vật có hoa trong họ Lan. Loài này được (Phil.) M.N.Correa mô tả khoa học đầu tiên năm 1969.